# Viazac
Viazac es una comuna francesa situada en el departamento de Lot, en la región de Occitania.

## Demografía
| 334 | 296 | 272 | 295 | 254 | 286 | 339 |
| Para los censos de 1962 a 1999 la población legal corresponde a la población sin duplicidades (Fuente: INSEE [Consultar]) |     |     |     |     |     |     |